# Liên hoan phim Sarajevo
Liên hoan phim Sarajevo là một liên hoan phim đầu tiên và lớn nhất ở vùng Balkan, đồng thời cũng là một trong các liên hoan phim lớn nhất ở châu Âu. Liên hoan phim này được thành lập năm 1995 tại Sarajevo, trong thời kỳ vây hãm Sarajevo, và đã thu hút nhiều nhân vật nổi tiếng quốc tế cũng như trong khu vực. Liên hoan phim này diễn ra vào tháng 8 hàng năm và trình chiếu các phim truyện cùng các phim ngắn. Giám đốc Liên hoan phim Sarajevo hiện nay là Mirsad Purivatra, cựu giám đốc điều hành của hãng McCann Erickson tại Bosna và Hercegovina.

## Lịch sử
Liên hoan phim Sarajevo diễn ra từ ngày 25.10 tới ngày 5.11.1995. Thời gian này cuộc vây hãm Sarajevo vẫn đang diễn ra. Người ta không hy vọng sẽ có nhiều người tới tham dự. Tuy nhiên - trái với dự đoán - đã có hơn 15.000 người đến dự, xem trình chiếu các phim, trong đó có 37 phim từ 15 quốc gia khác nhau. Liên hoan phim này ngày càng lớn, mỗi năm thu hút hàng chục ngàn người, kể cả các nhân vật nổi tiếng thế giới như Bono của ban nhạc rock U2, và Willem Dafoe. Năm 2001, Hiệp hội phim châu Âu đã đưa liên hoan phim này vào danh sách 11 liên hoan phim có thể đề cử một phim cho "Giải châu Âu cho phim ngắn hay nhất" và năm 2002, liên hoan phim này đã chọn phim ngắn 10 Minuta của Ahmed Imamovic (người địa phương) tham gia và đã đoạt giải.
Cũng năm 2001, phim đoạt giải của Liên hoan phim Sarajevo là phim No Man's Land của Danis Tanović, đã đoạt một giải Oscar của Hoa Kỳ.
Năm 2004, giải thưởng cho phim hay nhất được đặt tên là "Trái tim Sarajevo" (The Heart of Sarajevo).

## Các giải thưởng

### Phim hay nhất
| Năm                    | Phim                               | Đạo diễn             | Các thành viên Ban giám khảo                                                                       |
| ---------------------- | ---------------------------------- | -------------------- | -------------------------------------------------------------------------------------------------- |
| 1996 September 10.-18. | Breaking the Waves                 | Lars von Trier       | Phil Alden Robinson, Ademir Kenović, Serge Toubiana                                                |
| 1997 2-10/9            | My Life in Pink (Ma Vie en Rose)   | Alain Berliner       | FIPRESCI Award Jury: Howard Feinstein, Michèle Levieux, Otto Reiter                                |
| 1998 21-30/8           | I Stand Alone (Seul contre tous)   | Gaspar Noé           | FIPRESCI Award Jury: Laurent Aknin, Mark Duursma, Marina Kostova, Lidija Maslova, Giovanni Valeri  |
| 1999 20-29/8           | December 1-31. (Dezember, 1-31)    | Jan Peters           | FIPRESCI Award Jury: Dietrich Kuhlbrodt, Laurent Aknin, Kati Sinisalo, Rada Šešić, Sheila Johnston |
| 2000 18-26/8           | Bleeder                            | Nicolas Winding Refn | FIPRESCI Award Jury: Edda Bauer, Borislav Kolev, Jean-Max Méjean                                   |
| 2001 17-25/8           | No Man's Land (Ničija zemlja)      | Danis Tanović        | Agnès B., Lena Headey, Miljenko Jergović                                                           |
| 2002 16-24/8           | Saturday (Sábado)                  | Juan Villegas        | John Anderson, Behrooz Hashemian, Jean-Pierre Rehm, Damjan Kozole, Haris Pašović                   |
| 2003 15-23/8           | Fuse (Gori vatra)                  | Pjer Žalica          | Sandra den Hamer, Brock Norman Brock, Dušan Makavejev, Fatmir Koçi, Nina Violić                    |
| 2004 20-28/8           | Mila from Mars (Mila ot Mars)      | Zornitsa Sofia       | Mike Leigh, Peter Scarlet, Diana Dumbrava, Pjer Žalica                                             |
| 2005 19-27/8           | Lady Zee                           | Georgi Djulgerov     | Miki Manojlović, Geoffrey Gilmore, Jessica Hausner, Vesela Kazakova, Isaac Julien                  |
| 2006 18-28/8           | Fraulein (Das Fräulein)            | Andrea Štaka         | Jasmila Žbanić, Wouter Barendrecht, Jan Cvitković, Kim Dong-ho, Jérôme Paillard                    |
| 2007 17-25/8           | Takva: A Man's Fear of God (Takva) | Özer Kiziltan        | Jeremy Irons, Özgü Namal, Andrea Štaka, Frédéric Maire, Meinolf Zurhorst                           |
| 2008 15-23/8           | Buick Riviera                      | Goran Rušinović      | Nuri Bilge Ceylan, Hugh Hudson, Marija Škaričić, Michael Weber, Deborah Young                      |

### Hạng danh dự
| Năm  | Phim                                                     | Đạo diễn                     |
| ---- | -------------------------------------------------------- | ---------------------------- |
| 1996 | Trees Lounge Drifting Clouds (Kauas pilvet karkaavat)    | Steve Buscemi Aki Kaurismäki |
| 1997 | ???                                                      | ???                          |
| 1998 | ???                                                      | ???                          |
| 1999 | Adrian                                                   | Maja Weiss                   |
| 2000 | Set Me Free (Emporte-moi) The Terrorist (Theeviravaathi) | Léa Pool Santosh Sivan       |
| 2001 | Monsieur William, les traces d'une vie possible          | Denis Gaubert                |
| 2002 | ???                                                      | ???                          |
| 2003 | Spare Parts (Rezervni deli) A Small World (Mali svet)    | Damjan Kozole Miloš Radović  |
| 2004 | A Wonderful Night in Split (Ta divna splitska noć)       | Arsen Anton Ostojić          |

### Giải của khán giả bầu chọn
| Năm  | Phim                                 | Đạo diễn                   |
| ---- | ------------------------------------ | -------------------------- |
| 1998 | Le Ramoneur des lilas                | Cédric Klapisch            |
| 1999 | Models                               | Ulrich Seidl               |
| 2000 | The Junction (Torowisko)             | Urszula Urbaniak           |
| 2001 | No Man's Land (Ničija zemlja)        | Danis Tanović              |
| 2002 | Lilo & Stitch                        | Dean DeBlois Chris Sanders |
| 2003 | Fuse (Gori vatra)                    | Pjer Žalica                |
| 2004 | Fahrenheit 9/11                      | Michael Moore              |
| 2005 | Hotel Rwanda                         | Terry George               |
| 2006 | The Road to Guantanamo               | Michael Winterbottom       |
| 2007 | The Band's Visit (Bikur Ha-Tizmoret) | Eran Kolirin               |
| 2008 | The Usual Suspects                   | Bryan Singer               |

### Phim ngắn hay nhất
| Năm  | Phim                                                | Đạo diễn             |
| ---- | --------------------------------------------------- | -------------------- |
| 2001 | Copy Shop                                           | Virgil Widrich       |
| 2002 | 10 Minutes (10 minuta)                              | Ahmed Imamović       |
| 2003 | Le Portefeuille                                     | Vincent Bierrewaerts |
| 2004 | Me, Myself and the Universe (Ich und das Universum) | Hajo Schomerus       |
| 2005 | Before Dawn (Hajnal)                                | Balint Kenyeres      |
| 2006 | Good Luck Nedim (Sretan put Nedime)                 | Marko Šantić         |
| 2007 | Waves (Valuri)                                      | Adrian Sitaru        |
| 2008 | Tolerantia                                          | Ivan Ramadan         |

## Các khách mời và người tham dự nổi tiếng
- Fatih Akin
- Juliette Binoche
- Orlando Bloom
- Bill Carter
- Bono
- Steve Buscemi
- Leos Carax
- Katrin Cartlidge
- Nick Cave
- Coolio
- Alfonso Cuarón
- Willem Dafoe
- Gérard Depardieu
- Fiasco
- Stephen Frears
- Hugh Hudson
- Jeremy Irons
- Charlie Kaufman
- Mike Leigh
- Sharon Maguire
- John Malkovich
- Michael Moore
- Peter Mullan
- Vanessa Redgrave
- Susan Sontag
- Kevin Spacey
- Danis Tanović
- Emily Watson
- Nick Nolte